# Верхньоволзькі озера
Верхньоволзькі озера (рос. Верхневолжские озёра) — група озер в системі верхньої Волги до впадіння в неї річки Селіжаровка. Найбільші — Волго (площа 61 км ²), Вселуг (30 км ²), Стерж (18 км ²), Пено (17 км ²) — Верхньоволзьким бейшлотом об'єднані у Верхньоволзьке водосховище.
Верхньоволзькі озера розташовані в Тверській області на північний захід від Селігеру довгим ланцюгом, витягнутим спочатку в меридіональному, а потім в широтному напрямку.
Через всю систему озер протікає Волга. У своїй середній частині система озер віддалена від Селігеру приблизно на 40 км, а на початку і в кінці наближається до нього на відстань до 10 км. Колись, ймовірно, та і інша водні системи становили єдине ціле.
Верхньоволзькі озера, як і озеро Селігер, мають безліч невеликих озер-супутників, що лежать вище за течією Волги і з'єднаних з ними річками або струмками. До них належать озера Малий і Великий Верхіти у витоку Волги, озера Стергут, Святе, Кленове, Лапіно, Хвошня, Істошня в околицях Стержу, озера Березуг, Вітбіно, Лопастиці, Осечно, Слаутіно на західному березі Вселуга. Деякі з них, наприклад озеро Вітбіно, розташовані у вузьких западинах і досягають значної глибини.